# Заговор на Катилина
Заговор на Катилина (на латински: Coniuratio Catilinae; Bellum Catilinae) са два несполучливи опита на сенатора Луций Сергий Катилина през 63 пр.н.е. да завземе властта в Римската република.
Познат е особено от речите против Катилина (Orationes In Catilinam) на Цицерон и историческата монография „За заговора на Катилина“ или „Войната на Катилина“ („De coniuratione Catilinae“ или „Bellum Catilinae“) на Салустий.

## Първи заговор
Предисторията на заговора започва вероятно през 66 пр.н.е., когато Катилина заради предстоящ процес (actio de repetundis) не е допуснат да кандидатства за консул за следващата година.
Избраните за консули за 65 пр.н.е. са Публий Автроний Пет и Публий Корнелий Сула, които малко след това са обвинени и осъдени заради ambitus (подкуп), така че те са подменени от два нови консула, Луций Аврелий Кота и Луций Манлий Торкват.
След това, към края на 66 пр.н.е., се образува заговор с цел анулирането на изборите да е невалидно.
Историчността на така наречения Първи заговор на Катилина, е несигурна. За участници изворите посочват двамата сменени консули Автроний Пет и Корнелий Сула и Гней Калпурний Пизон, Гай Корнелий Цетег, Луций Варгунтей, както и Катилина. Сред подбудителите се замесват също Крас и Цезар.

## Втори заговор
Едва през 63 пр.н.е. Катилина има право да кандидатства за позицията консул и губи на изборите. Започва да планира държавен преврат, като се уповава на недоволните, задлъжнели сулански ветерани и многото национализирани земеделци от Сула.
Гай Манлий, който е служил като центурион при Сула, започва да събира войска в Етрурия и Цизалпийска Галия, Гай Септимий събира войска в Пиценум, Гай Юлий в Апулия, a Публий Корнелий Сула в Кампания.
Планират да подпалят различни места в Рим, за да настане объркване, и да превземат стратегически важни обекти. Трябва да започнат със събирането си на 27 октомври, а на 28 октомври трябва да избият всички техни противници оптимати в Рим.
Цицерон е информиран от Фулвия, любовница на заговорника Квинт Курий, за случващото се и на 22 септември моли Сената да вземе решение. Сенатът отхвърля молбата му, понеже тези новини са съмнителни. Едва през нощта на 20 срещу 21 октомври 63 пр.н.е., Цицерон се сдобива с доказателства за заговора под формата на анонимни писма, дадени му от Марк Лициний Крас, Марк Клавдий Марцел и Квинт Цецилий Метел Пий Сципион, съдържащи предупреждение за смъртоносни атентати върху някои висши политици от страна на Катилина.
Цицерон свиква Сената на другата сутрин и го информира за съдържанието на писмата и за други известни му детайли. Сенатът гласува Извънредно положение (senatus consultum ultimum) и малко след това пуска в сила decretum tumultus, който дава възможност за борба с настъпили безредици. Нарежда се незабавна мобилизация.
Плануваните за 28 октомври атентати от Катилинарите и завземането на Пренесте в Лацио на 1 ноември са осуетени, но събирането на войската на Гай Манлий в Етрурия е осъществено по план на 27 октомври.
Катилина е в Рим и предлага да се подложи на доброволен домашен арест, но само Марк Метел приема неговото предложение.
Заговорниците се събират в дома на Марк Порций Лека през нощта на 5 срещу 6 ноември, за да решат по-нататъшните си действия. Луций Варгунтей и Гай Корнелий (сенатор и конник), трябва да посетят Цицерон на 7 ноември сутринта и да го убият и да превземат града в свои ръце. Катилина планира веднага след убийството на Цицерон да тръгне към Гай Манлий. Атентатът не успява, понеже Фулвия отново съобщава за плановете им на Цицерон.
Цицерон свиква Сената на сутринта на 7 ноември под силна охрана в храма на Юпитер, за да докладва за новото положение и да накара сенаторите най-после да вземат нужните решения.
Катилина също се явява на събранието, вероятно за да демонстрира своята невинност и да покаже, че не се страхува от искания процес против него от Емилий Павел. Като стар патрициански благородник Катилина се чувства сигурен, че все още има гласовете на много сенатори популари.
Катилина предлага при негативен резултат да замине в изгнание. Цицерон се опитва чрез остри нападки в първата си реч срещу Катилина да го ядоса и да го накара да напусне града доброволно, което успява още на същия ден.
Катилина, заедно с Гай Манлий, са обявени в средата на ноември за държавни врагове (hostis). Той вече не е в Рим, но в града още има заговорници. Понеже против тях освен подозрения няма нищо друго, те си остават дебнеща опасност и по-нататък.
Плановете на Катилина се объркват, когато посланици на галските алоброги се обръщат с информация към консула, че заговорниците ги молят за помощ. Цицерон тогава използва хитрост, за да получи веществени доказателства. Алоброгите трябва да измолят от заговорниците писмена декларация за наградата, която ще получат за своето участие. Документите наистина са издадени и прихванати от двамата претори Луций Валерий Флак и Гай Помптин през нощта към 3 декември на Милвийски мост. Скоро след това са арестувани заговорниците Публий Габиний Капитон, Луций Статилий, Гай Корнелий Цетег, Публий Корнелий Лентул Сура и Марк Цепарий. Цицерон свиква възможно най-бързо Сената сутринта на 3 декември в Храма на Конкордия, за да покаже на сенаторите тези доказателства, като отваря и чете пред техните очи хванатите писма, в които стоят имената на заговорниците.
Много от сенаторите протоколират заседанието и изказванията на заловените заговорници. Вечерта Цицерон запознава Народното събрание с резултатите на заседанието чрез своята трета Каталинска реч. На следващия ден, 4 декември, Сенатът продължава да заседава. По времето на това заседание се появяват слухове, че Крас или Цезар са скритите мъже на заговора. Те обаче се оказват неоснователни.
Катилина губи все повече поддръжници в Рим. Затова се опитва да се оттегли с войската си в Галия и да действа от там. При Пистоя войската му се среща с 2 консуларски войски. Въпреки по-малкия брой на армията му, той решава да нападне, но е победен, като страните претърпяват големи загуби. Катилина също е убит в битката.

## В изкуството
- Бен Джонсън издава през 1611 г. своята драма Catiline His Conspiracy.
- Антонио Салиери пише по текст на Джовани Батиста Касти през 1790 г. и 1792 г. двуактовата пиеса Dramma tragicomico. Премиерата е едва през 1994 г. в Дармщадт.
- Хенрик Ибсен издава през 1850 г. под псевдоним „Brynjolf Bjarme“ своята първа, триактова драма Catilina, която пише, когато се подготвя за своето дипломиране.
- Бертолт Брехт пише романа Die Geschäfte des Herrn Julius Caesar, в който заговорът играе централна роля.
- Рафаело Джованьоли пише романа Спартак
- За Каталинския заговор се пише и в много други исторически романи.